# Усманов, Виктор Васильевич
Ви́ктор Васи́льевич Усма́нов (род. 15 мая 1951, Неверкино, Пензенская область) — российский ученый в области педагогики. Доктор педагогических наук, кандидат технических наук, профессор. Исполняющий обязанности ректора Пензенского государственного технологического университета с 2016 по 2019 гг.
Член-корреспондент Международной академии информатизации (1997). Член-корреспондент Академии информатизации образования (1999). Действительный член международной академии наук педагогического образования (2005). Заслуженный работник высшей школы Российской Федерации (2002). Заслуженный работник образования Пензенской области (2021).

## Биография
Родился 15 мая 1951 года в селе Неверкино Пензенской области.
В 1973 году окончил Пензенский политехнический институт по специальности «Конструирование и производство электронно-вычислительной аппаратуры». Работал в ППИ (ныне ПГУ) инженером, ассистентом и доцентом с 1973 по 1987 гг.
С 1987 по 2003 годы работал проректором по научной и учебной работе, с 1989 по 2004 — заведующим кафедрой «Автоматизация и управление» (по совместительству), а с 2004 по 2011 годы — первым проректором Пензенской государственной технологической академии.
С 27 января 2011 года по 11 августа 2016 года занимал должность проректора по научной работе Пензенского государственного университета архитектуры и строительства.
В 2016—2019 гг. исполнял обязанности ректора Пензенского государственного технологического университета.
С сентября 2019 года работает в Пензенском государственном университете первым заместителем начальника учебно-методического управления.

## Научная деятельность
В 1981 году защитил кандидатскую диссертацию в Московском авиационном институте на тему «Структурно-конструкторский метод проектирования аналого-цифровых устройств». В 1985—1986 гг. прошёл десятимесячную научную стажировку в Туринском политехническом институте (Италия).
В 2006 году защитил докторскую диссертацию в Московском педагогическом государственном университете на тему «Интенсивные технологии управления самостоятельной работой студентов в процессе их профессионального обучения».
Области научных интересов: информационные технологии в образовании, профессиональное образование.

## Избранные публикации
Автор более 250 опубликованных научных и учебно-методических трудов.
Монографии и учебные пособия:
- Усманов В. В., Алексеев В. Е., Фролов В. М. Рекомендации по разработке учебных пособий для дистанционного обучения: учебное пособие. — Пенза: Изд-во ПГТУ, 1998. — 55 с.
- Усманов В. В., Горюнова В. В. Логические аспекты искусственного интеллекта в системах управления: монография. — Пенза: Изд-во ПензГУ, 1999. — 162 с.
- Усманов В. В. Профессиональное образование: когнитивная технология и индивидуализация практики обучения: учебное пособие. — Пенза: Изд-во ПензТИ, 1999. — 110 с.
- Усманов В. В. Автоматизированная обработка экспериментальной информации с использованием методов дисперсионного, корреляционно — регрессионного анализа: учебное пособие. — Пенза: Изд-во ПензТИ, 1999.
- Усманов В. В., Прошин И. А., Прошин А. И., Прошин Д. И. Математическое моделирование и обработка информации в исследованиях на ЭВМ: монография. — Пенза: Изд-во ПензТИ, 2000. — 422 с.
- Усманов В. В., Овчинников В. А., Пушкарев Т. М. Конструкторско-технологическое обеспечение производства ЭВМ: учебное пособие. — Пенза: Изд-во ПГУ, 2002. — 216 с.
- Усманов В. В. Образовательная деятельность и механизмы рейтинга. — учебное пособие. — Пенза: Изд-во ПензТИ, 2002. — 60 с.
- Усманов В. В., Дорошина И. Г. Психология профессионального образования. — конспект лекций. — Пенза: Изд-во ПензТИ, 2003. — 110 с.
- Усманов В. В., Паршина Т. Б. Психология и педагогика. — учебное пособие/ под ред. Усманова В. В. — Пенза: Изд-во ПГТА, 2004. — 132 с.
- Усманов В. В., Бурлюкина Е. В., Васильченко Н. Г., Моисеев В. Б. Организационно-экономические механизмы формирования многоуровневого образовательного комплекса. — монография. — Пенза: Изд-во ПГТА, 2005. — 216 с.
- Усманов В. В. Самостоятельная работа студентов: организация и управление в процессе профессионального обучения: монография. — Ульяновск, 2006. — 278 с.
- Усманов В. В., Кожитов Л. В., Златин П. А., Демин В. А., Лунев А. П., Аврамов Ю. С., Калашников Н. П., Бебенин В. Г. Общественно-профессиональная аккредитация экономических специальностей. — монография. — М.: МГИУ, 2008. — 148 с.
- Усманов В. В., Разуваев С. Г., Разуваев И. С. Профессиональное самоопределение и профессиональная социализация обучающихся в условиях многоуровневой образовательной организации: монография. — Прага: Vĕdtcko vydavatelské centrum «Sociosféra-CZ», 2016. — 223 с.

Статьи в научных журналах:
- Усманов В. В., Гуськова Т. В., Дурнева Я. С. Промежуточная аттестация студентов с участием работодателей как фактор повышения качества образования // Alma mater (Вестник высшей школы). 2017. № 8. С. 68-72.
- Усманов В. В., Кулямин О. В. Проектирование индивидуального маршрута профессиональной подготовки студентов высшей технической школы для промышленных предприятий закрытых административно-территориальных образований // Педагогическое образование и наука. 2012. № 1. С. 86-89.
- Рыжаков В. В., Усманов В. В. Алгоритм оценивания качества работы комплексной системы образования // Оборонный комплекс — научно-техническому прогрессу России. 2006. № 1. С. 87-91.
- Усманов В. В. Субъективность обучающегося и его способность к воображению и использованию ИКТ в предметной области // Педагогическая информатика. 2005. № 3. С. 74-78.
- Усманов В. В. Организация самостоятельной деятельности студентов на основе логики учебного предмета // Интеграция образования. 2005. № 4 (41). С. 84-87.
- Рыжаков В. В., Усманов В. В. Статистические исследования свойств функций оценивания качества знаний студентов // Оборонный комплекс — научно-техническому прогрессу России. 2003. № 1. С. 80-85.

## Награды
- Медаль «За заслуги в проведении Всероссийской переписи населения» (2002);
- Медаль К. Д. Ушинского (2009);
- Почётный работник высшего профессионального образования Российской Федерации (1998);
- Заслуженный работник высшей школы Российской Федерации (2002);
- Заслуженный работник образования Пензенской области (2021)[4].